# Grundsatz der Wesentlichkeit in der Rechnungslegung
Dieser Artikel wurde aufgrund inhaltlicher und/oder formaler Mängel auf der Qualitätssicherungsseite des Portals Wirtschaft eingetragen. 
Du kannst helfen, indem du die dort genannten Mängel beseitigst oder dich an der Diskussion beteiligst.
Der Grundsatz der Wesentlichkeit in der Rechnungslegung ist im Rechnungswesen ein Grundsatz der Bilanzierung, wonach alle wesentlichen Faktoren zur Beurteilung der tatsächlichen Vermögens-, Finanz- und Ertragslage einer Unternehmung bei der Aufstellung eines Abschlusses berücksichtigt werden müssen, und gehört damit zu den Grundsätzen ordnungsmäßiger Buchführung.

## Hintergrund
Der Grundsatz der Wesentlichkeit besagt, dass bei der Aufstellung eines Jahresabschlusses (inkl. Konzernabschluss) oder eines Abschlusses im Rahmen der Zwischenberichterstattung alle für die Adressaten relevanten, d. h. für die Beurteilung der tatsächlichen Vermögens-, Finanz- und Ertragslage wesentlichen, Faktoren einfließen müssen. Im Umkehrschluss ergibt sich die Möglichkeit zur Außerachtlassung von Faktoren mit untergeordneter Bedeutung auf die Aussagekraft eines Abschlusses.
Während im deutschen Handelsgesetzbuch der Grundsatz der Wesentlichkeit nicht explizit als GoB kodifiziert ist, wird dieser in Erwägungsgrund 17 der Richtlinie 2013/34/EU explizit angeführt. Dies wird auch bei den IFRS aufgegriffen, dort spezifiziert IAS 1.7 das Wesentlichkeitrskriterium.
Vom Grundsatz der Wesentlichkeit in der Rechnungslegung sind der Grundsatz der Wesentlichkeit in der Abschlussprüfung sowie der Grundsatz der Wesentlichkeit im Rahmen der Unabhängigkeit des Abschlussprüfers zu unterscheiden. Zudem spielen Wesentlichkeitsaspekte auch außerhalb der formalen Rechnungslegung und entsprechender Prüfungen eine Rolle, etwa im Rahmen der Qualitätssicherung aktuarieller oder anderer mathematischer Modelle. Im Zuge der Reform der Nachhaltigkeitsberichtserstattung von Unternehmen der Europäischen Union wird die „Doppelte Wesentlichkeit“ konzeptionell eingeführt, die den bisherigen Wesentlichkeitsbegriff erweitert.